# Вінцу-де-Жос
Вінцу-де-Жос (рум. Vințu de Jos) — село у повіті Алба в Румунії. Адміністративний центр комуни Вінцу-де-Жос.
Село розташоване на відстані 267 км на північний захід від Бухареста, 11 км на південний захід від Алба-Юлії, 87 км на південь від Клуж-Напоки.

## Населення
За даними перепису населення 2002 року у селі проживали 3278 осіб.
Національний склад населення села:
| Національність | Кількість осіб | Відсоток |
| -------------- | -------------- | -------- |
| румуни         | 3137           | 95,7%    |
| цигани         | 62             | 1,9%     |
| угорці         | 61             | 1,9%     |
| німці          | 7              | 0,2%     |
| турки          | 6              | 0,2%     |

Рідною мовою назвали:
| Мова      | Кількість осіб | Відсоток |
| --------- | -------------- | -------- |
| румунська | 3217           | 98,1%    |
| угорська  | 50             | 1,5%     |
| турецька  | 6              | 0,2%     |